# 1842 v loďstvech
Tento článek obsahuje významné události v oblasti loďstev v roce 1842.

## Lodě vstoupivší do služby
- 9. listopadu –  USS Cumberland – 50dělová fregata